# Ebon z Reims
Ebon z Reims (ur. ok. 775, zm. 20 marca 851) – arcybiskup Reims od 816, któremu król Ludwik I Pobożny w 822 roku zlecił działalność misyjną wśród skandynawskich Normanów. Trzykrotne krótkie misje Ebona nie przyniosły sukcesu. Ebon był również założycielem szkoły malarstwa miniaturowego, tzw. Szkoły z Reims, której głównymi dziełami były Psałterz utrechcki oraz Ewangeliarz Ebona (datowany na ok. 830 r., przechowywany obecnie w bibliotece miejskiej w Épernay).